# Arturia MiniBrute

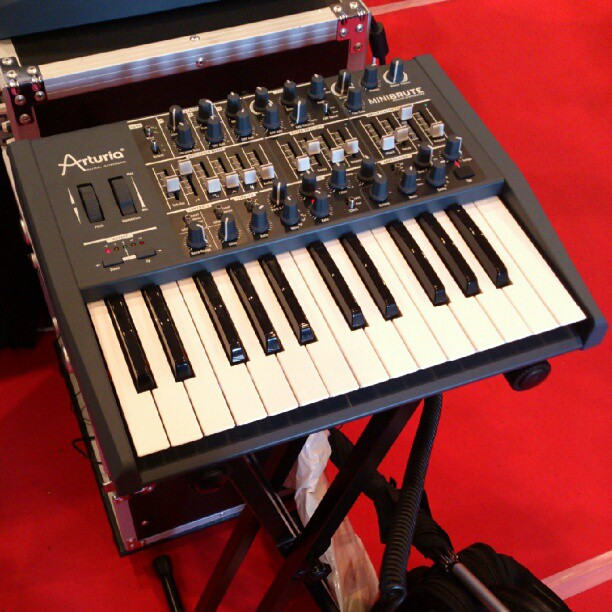
Un Arturia Minibrute

L'Arturia Minibrute est un synthétiseur analogique monodique développé par Arturia et commercialisé en 2012 pour sa première version. La seconde version, appelée Minibrute 2, a remplacé la précédente itération en 2016.

## Historique
Avant de proposer le MiniBrute, Arturia était avant tout une société informatique spécialisée dans les logiciels musicaux et connue pour ses instruments virtuels abordables. Il s'agissait généralement d'émulations logicielles de synthétiseurs analogiques classiques. Après le Arturia Origin, un synthétiseur construit autour d'un processeur de signal numérique, le MiniBrute a été le premier synthétiseur analogique fabriqué par Arturia.
Lors du NAMM Show 2010, le PDG d'Arturia, Frédéric Brun, prend conscience en écoutant l'avis de clients américains qu'un marché potentiel existe pour de petits synthétiseurs analogiques à faible coût, une gamme d'appareils négligée à l'époque chez les autres fabricants. En juin 2010, Arturia se rapproche du concepteur de synthétiseurs Yves Usson créateur de YuSynth, afin d'obtenir son expertise en synthèse et électronique analogique. Yves Usson conçoit des circuits bon marché spécialement pour le MiniBrute et aide à résoudre les problèmes techniques. La sortie du MiniBrute est annoncée pour la première fois au NAMM Show 2012,.
Malgré l'incertitude quant à savoir si un synthétiseur monophonique pourrait bien se vendre dans un contexte de marché dominé à l'époque par les instruments numériques et quelques rares analogiques contemporains, pour la plupart polyphoniques, Arturia investit et produit une première série assez importante de MiniBrutes.

## Conception
L'architecture du Minibrute est basée sur la synthèse soustractive, comme d'autres synthétiseurs tels que le Roland SH-101 ou le Minimoog.
Le synthétiseur dispose d'un oscillateur simple capable de délivrer plusieurs formes d'ondes (dent de scie, carrée, triangle, bruit blanc), et n'importe quelle combinaison de ces différentes formes d'ondes. Le volume de chaque forme d'onde peut être ajusté dans le mélangeur. L'oscillateur est également pourvu d'un sous-oscillateur et de différents paramètres de modulation des formes d'onde.
Le filtre du Minibrute est un filtre résonnant d'ordre 2 (12 dB/octave) de type Steiner-Parker. Il est utilisable en mode passe-haut, passe-bas, passe-bande, ou coupe-bande. Les paramètres de fréquence de coupure et de résonance sont accessibles. Le filtre peut être modulé par l'enveloppe, le LFO ou la molette de modulation. Le filtre a été conçu par Yves Usson.
Le synthétiseur dispose de deux enveloppes ADSR (une modulant le filtre et une modulant le VCA), ainsi qu'un LFO assignable.
Le Minibrute comporte un arpégiateur et une distorsion appelée « Brute Factor » spécifique aux synthétiseurs de la famille Brute.

## Impact
Le MiniBrute a remis au gout du jour le format monophonique analogique pour les synthétiseurs. Les ventes ont été bonnes en raison d'un prix bas et d'une bonne qualité perçue. Avant la sortie du MiniBrute les synthétiseurs analogiques avaient tendance à se vendre au prix de 1 000 $ US ou plus ; le MiniBrute a pénétré le marché au prix d'environ 500 $ US, le rendant plus accessible aux nouveaux utilisateurs. Arturia a publié plus tard une édition mise à jour du MiniBrute, le MiniBrute SE, qui comprenait un séquenceur pas à pas.

### MicroBrute
À la suite du succès du MiniBrute, Arturia a sorti le MicroBrute, un synthétiseur analogique plus petit et moins cher, en 2014. Le MicroBrute n'est pas sensible à la vélocité et n'a pas l'aftertouch. Cependant, il ajoute un séquenceur pas-à-pas analogique et un petit panneau de brassage.

### MiniBrute 2 et 2s
En 2016, Arturia sort une version mise à jour et étoffée du MiniBrute. Doté de deux oscillateurs, d'un panneau de brassage étendu à 48 points et de davantage de capacités de modulation, ce synthétiseur existe en deux formats, un avec un clavier à 2 octaves (MiniBrute 2) et un plus compact avec un séquenceur à 16 pas appelé Minibrute 2s.

### MatrixBrute
Lors du salon NAMM d'hiver 2016, Arturia annonce le MatrixBrute, un synthétiseur analogique à 3 VCO basé sur le MiniBrute et doté de mémoires pour sauvegarder les réglages de sonorités. Le MatrixBrute comprend un filtre en échelle de style Moog en plus du filtre Steiner disponible sur le MiniBrute et le MicroBrute. Contrairement à ses prédécesseurs, le MatrixBrute est modulaire. Il utilise une matrice de boutons rétroéclairés pour représenter les connexions qui s'effectuent numériquement et ne nécessitent donc pas de câbles,.